# Miles Davis All Stars Vol. 1
Miles Davis All Stars Vol. 1 è un album di Miles Davis pubblicato dalla Prestige Records nel 1955.

## Il disco
Nel corso del 1955 la Prestige Records di Bob Weinstock iniziò ad abbandonare il formato dei long playing a 10 pollici per passare al formato più grande a 12 pollici. Tra gli ultimi album nel formato più piccolo la label pubblicò una coppia di dischi intitolati Miles Davis All Stars.
I due dischi, indicati come Vol. 1 e Vol. 2 e con una copertina identica, salvo che per i colori, contenevano il risultato di una seduta di registrazione effettuata il 24 dicembre dell'anno precedente presso lo studio di Rudy Van Gelder, capitanata da Miles Davis e con la partecipazione del vibrafonista Milt Jackson, di Percy Heath al contrabbasso e di Kenny Clarke alla batteria, tutti appartenenti al Modern Jazz Quartet. Il quintetto di "tutte stelle" era completato dal pianista Thelonious Monk. Nelle intenzioni di Weinstock, confermata anche dalla copertina dei dischi e dalle note di Ira Gitler sul retro, la session doveva riprendere lo spirito delle classiche jam session jazzistiche, tanto in voga negli anni quaranta, che trovavano raramente spazio nelle moderne sale d'incisione e delle quali si era perso da qualche tempo lo spirito.
Heath e Clarke erano abituali collaboratori di Davis in sala d'incisione e la novità fu l'inedito incontro tra il trombettista, Milt Jackson e Monk all'epoca anche lui sotto contratto per la Prestige. Monk non fu particolarmente soddisfatto della decisione della casa discografica di farlo partecipare alla seduta poiché si trattava di fatto di un ruolo da side man probabilmente poco remunerativo. In ogni caso tutti e tre i musicisti parteciparono con una propria composizione, Bags' Groove di Jackson, Bemsha Swing di Monk e Swing Spring di Davis, a cui fu aggiunto lo standard di Gershwin The Man I Love.
I brani incisi erano tutti di durata ragguardevole, abbastanza da riempire un lato di un LP a 10 pollici (il più corto fu la seconda take di The Man I Love di poco inferiore agli 8 minuti) e permisero quindi ai musicisti di esprimersi con molta libertà. Nel primo volume della coppia degli All Stars furono inserite la prima delle due versioni registrate di Bags' Groove e Swing Spring (entrambe più lunghe di 10 minuti) e nel secondo Bemsha Swing e la prima take di The Man I Love.
L'incisione di Bags' Groove fu segnata da un episodio che è forse più significativo per l'eco che ebbe fuori dallo studio che non per la sua sostanza o le sue conseguenze. Miles Davis chiese a Thelonious Monk di non suonare durante i suoi assoli perché non gli piaceva il suo modo di accompagnare col pianoforte e il pianista ne fu offeso e minacciò di abbandonare lo studio. Miles dice che il dissapore fu di breve durata, ma il fatto venne riportato sulle note di copertina dal critico Ira Gitler e già prima aveva fatto un certo clamore: si disse che Monk aveva cercato di picchiare Miles, fatto che entrambi i protagonisti smentirono in maniera abbastanza divertita, vista la sproporzione fisica tra Monk, che era gigantesco, e Miles, che fisicamente era piuttosto esile.
I quattro brani incisi e le versioni alternative di Bags' Groove e di The Man I Love furono in seguito inclusi in edizione rimasterizzata da Van Gelder nell'innovativo e particolare album a 16 giri Miles Davis & the Modern Jazz Giants uscito nel settembre del 1957 insieme ad altro materiale proveniente dal disco Miles Davis with Sonny Rollins. Nel dicembre dello stesso anno fu pubblicato invece il 33 giri Bags' Groove che conteneva l'omonima composizione di Jackson nelle due versioni incise, oltre ai brani incisi con Rollins il 26 giugno del 1954. Nel 1959 il resto del materiale inciso con Monk e Jackson fu incluso in un altro 33 giri intitolato Miles Davis and the Modern Jazz Giants che aveva una copertina diversa rispetto all'originale e che conteneva, in più, una versione inedita di 'Round Midnight, incisa alla fine del 1956 dal quintetto di Davis con John Coltrane durante la sessione finale per la Prestige dalla quale derivarono Cookin' with the Miles Davis Quintet e i successivi dischi della stessa serie.
I due album Miles Davis All Stars a 10 pollici scomparvero presto dal catalogo Prestige insieme al 16 giri del 1957 e furono sostituiti nella discografia ufficiale di Miles Davis dagli album 12 pollici Bags' Groove e Miles Davis and the Modern Jazz Giants poi ristampati più volte e riproposti a partire dagli anni ottanta su CD anche in versione rimasterizzata digitalmente.

## Tracce
Lato A
1. Bags' Groove - (Milt Jackson) - 11:12

Lato B
1. Swing Spring - (Miles Davis) - 10:44

## Formazione
- Miles Davis - tromba
- Milt Jackson - vibrafono
- Thelonious Monk - pianoforte
- Percy Heath - contrabbasso
- Kenny Clarke - batteria

## Edizioni
- 1955 – LP 10", Prestige Records PRLP 196